# فرودگاه ترینیتی سنتر
فرودگاه ترینیتی سنتر  (به انگلیسی: Trinity Center Airport) یک فرودگاه همگانی است که یک باند فرود آسفالت دارد و طول باند آن ۹۸۰ متر است. این فرودگاه در کشور ایالات متحده آمریکا قرار دارد و در ارتفاع ۷۲۸٫۵ متری از سطح دریا واقع شده است.